# Coppa Italia di Serie A2 2015-2016 (pallavolo femminile)
La Coppa Italia di Serie A2 di pallavolo femminile 2015-2016 si è svolta dal 27 gennaio al 20 marzo 2016: al torneo hanno partecipato otto squadre di club italiane e la vittoria finale è andata per seconda volta al Forlì.

## Regolamento
Le squadre hanno disputato quarti di finale, semifinali, giocate con gare di andata e ritorno, e finale.

## Squadre partecipanti
| Squadra       | Qualificazione                          | Ultima partecipazione            |
| ------------- | --------------------------------------- | -------------------------------- |
| Chieri '76    | 7ª al girone di andata Serie A2 2015-16 | Debutto                          |
| Filottrano    | 6ª al girone di andata Serie A2 2015-16 | Debutto                          |
| Forlì         | 1ª al girone di andata Serie A2 2015-16 | Coppa Italia di Serie A2 2008-09 |
| Hermaea       | 4ª al girone di andata Serie A2 2015-16 | Debutto                          |
| Pesaro        | 5ª al girone di andata Serie A2 2015-16 | Debutto                          |
| Pro Victoria  | 3ª al girone di andata Serie A2 2015-16 | Coppa Italia di Serie A2 2014-15 |
| Soverato      | 2ª al girone di andata Serie A2 2015-16 | Coppa Italia di Serie A2 2013-14 |
| Trentino Rosa | 8ª al girone di andata Serie A2 2015-16 | Coppa Italia di Serie A2 2014-15 |

## Torneo

### Tabellone
|  | Quarti | Quarti        | Quarti |  |   | Semifinali | Semifinali   | Semifinali | Semifinali |  |   | Finale | Finale   | Finale |
|  |        |               |        |  |   |            |              |            |            |  |   |        |          |        |
|  | 1      | Forlì         | 3      |  |   |            |              |            |            |  |   |        |          |        |
|  | 1      | Forlì         | 3      |  |   |            |              |            |            |  |   |        |          |        |
|  | 8      | Trentino Rosa | 0      |  |   |            |              |            |            |  |   |        |          |        |
|  | 8      | Trentino Rosa | 0      |  | 1 | Forlì      | 3            | 3          |            |  |   |        |          |        |
|  |        |               |        |  | 1 | Forlì      | 3            | 3          |            |  |   |        |          |        |
|  |        |               |        |  |   | 5          | Pesaro       | 0          | 1          |  |   |        |          |        |
|  | 4      | Hermaea       | 1      |  |   | 5          | Pesaro       | 0          | 1          |  |   |        |          |        |
|  | 4      | Hermaea       | 1      |  |   |            |              |            |            |  |   |        |          |        |
|  | 5      | Pesaro        | 3      |  |   |            |              |            |            |  |   |        |          |        |
|  | 5      | Pesaro        | 3      |  |   |            |              |            |            |  | 1 | Forlì  | 3        |        |
|  |        |               |        |  |   |            |              |            |            |  | 1 | Forlì  | 3        |        |
|  |        |               |        |  |   |            |              |            |            |  |   | 2      | Soverato | 0      |
|  | 2      | Soverato      | 3      |  |   |            |              |            |            |  |   | 2      | Soverato | 0      |
|  | 2      | Soverato      | 3      |  |   |            |              |            |            |  |   |        |          |        |
|  | 7      | Chieri '76    | 1      |  |   |            |              |            |            |  |   |        |          |        |
|  | 7      | Chieri '76    | 1      |  | 2 | Soverato   | 1            | 317        |            |  |   |        |          |        |
|  |        |               |        |  | 2 | Soverato   | 1            | 317        |            |  |   |        |          |        |
|  |        |               |        |  |   | 3          | Pro Victoria | 3          | 115        |  |   |        |          |        |
|  | 3      | Pro Victoria  | 3      |  |   | 3          | Pro Victoria | 3          | 115        |  |   |        |          |        |
|  | 3      | Pro Victoria  | 3      |  |   |            |              |            |            |  |   |        |          |        |
|  | 6      | Filottrano    | 1      |  |   |            |              |            |            |  |   |        |          |        |
|  | 6      | Filottrano    | 1      |  |   |            |              |            |            |  |   |        |          |        |

### Risultati

#### Quarti di finale
| 27 gennaio 2016 PalaRomiti, Forlì Durata: 1h:09 - Spettatori: ?             | Forlì        | 3 - 0 | Trentino Rosa | 25-19, 25-13, 25-19        |
| 27 gennaio 2016 Geopalace, Olbia Durata: 1h:44 - Spettatori: ?              | Hermaea      | 1 - 3 | Pesaro        | 25-19, 19-25, 18-25, 19-25 |
| 27 gennaio 2016 PalaScoppa, Soverato Durata: 1h:49 - Spettatori: ?          | Soverato     | 3 - 1 | Chieri '76    | 25-17, 21-25, 25-22, 25-22 |
| 27 gennaio 2016 Palazzetto dello Sport, Monza Durata: 1h:39 - Spettatori: ? | Pro Victoria | 3 - 1 | Filottrano    | 25-16, 12-25, 25-18, 25-22 |

#### Semifinali

##### Andata
| 3 febbraio 2016 PalaCampanara, Pesaro Durata: 1h:12 - Spettatori: ?         | Robursport Pesaro | 0 - 3 | Forlì    | 17-25, 21-25, 21-25        |
| 3 febbraio 2016 Palazzetto dello Sport, Monza Durata: 1h:51 - Spettatori: ? | Pro Victoria      | 3 - 1 | Soverato | 25-21, 25-20, 23-25, 28-26 |

##### Ritorno
| 10 febbraio 2016 PalaRomiti, Forlì Durata: 1h:30 - Spettatori: ?    | Forlì    | 3 - 1 | Robursport Pesaro | 25-20, 16-25, 25-21, 25-13                   |
| 10 febbraio 2016 PalaScoppa, Soverato Durata: 2h:12 - Spettatori: ? | Soverato | 3 - 1 | Pro Victoria      | 25-18, 19-25, 25-15, 25-16 Golden set: 17-15 |

#### Finale
| 20 marzo 2016 PalaDeAndré, Ravenna Durata: 1h:12 - Spettatori: 3 500 | Forlì | 3 - 0 | Soverato | 25-15, 25-21, 25-18 |